# Безсмертний Галк
«Безсмертний Галк» (англ. «The Immortal Hulk») — триваюча серія коміксів від видавництва Marvel, зі сценарієм від Ал Юінга і Джо Беннета, та малюнком від Руі Жозе.
Наприкінці березня 2019 року видавництво Fireclaw, розпочне випуск збірок серії у форматі з м'якою обкладинкою українською.

## Створення

### Ідея та сценарій
Безсмертний Галк — це не просто логічне переосмислення персонажа, але і воскресіння. Адже, технічно, Брюс Беннер був мертвий протягом двох років, убитий через власне прохання Беннера-гамма-опроміненої вібраційної стрілою через мозок в громадянській війні 2016 року. Не те, що це зупинило його від появи в коміксах з тих пір, звичайно.
“Галк - така потужна ідея, що він навіть мертвим мав би у собі деякі історії.”Оригінальний текст (англ.)
“The Hulk is such a powerful idea that even a dead one had some stories in him.”
— Ал Юінг, британський сценарист коміксів Marvel Comics, про персонажа Галк
З тих пір він був відроджений три рази, кожен раз лиходієм, який бажає завдати шкоди. Організацією Рука у Uncanny Avengers (укр. Надприродні Месники), Гідрою під час події Secret Empire та зовсім нещодавно - персонажем Випробувачем у Avengers: No Surrender.
“Я запропонував це, враховуючи всі попередні воскресіння... можливо, він ніколи не був мертвий. Можливо, він не може померти.”Оригінальний текст (англ.)
“I suggested that, given all the previous resurrections... maybe he was never actually dead. Maybe he can’t die.”
— Ідея Юінга, під час роботи над цією серією.
І, своїй формі, Брюс Беннер помирає на шостій сторінці Immortal Hulk #1. Цього разу його череп пронизала не опромінена стріла, а куля.
Безсмертний Галк повертається до цієї початкової концепції, Беннер перетворюється у Галка, коли сідає сонце, навіть якщо Беннер мертвий у цей час. Постійне повернення з мертвих досить поширене у коміксах про супергероїв, але якщо замислитись про це, це справді моторошна ідея — і Безсмертний Галк повністю використовує це.

### Малюнок
Коли Галк зростає, він дійсно страшний. Один він заповнює двосторінкові розвороти, а також обрамлені панелями, у які він не може повністю вписатися, даючи відчуття, що комікс, який ви тримаєте, занадто малий, щоб стримати Галка. Художник Джо Беннет почав свою кар'єру у коміксах, малюючи жахливі історії ще у своїй рідній Бразилії, і цей досвід сяє тут. Він підштовхує мускулатуру Галка до гротескно роздутих крайнощів і змушує його зафіксувати читача своїми неприродно сяючими очима. Але у цих очах є й інтелект теж — це не дика версія персонажа ‘Hulk smash’ (укр. Галк руйнівник), а монстр, який, безсумнівно, повністю контролює себе. Він артикулює, холодно висловлюючи свою лють і відбиваючи будь-які спроби урезонити його, і це тільки робить його ще більш страшним.

## Українські видання
| Назва                                                                                          | Включенні випуски                                                                       | Дата публікації                                   | Вид                           | Номер                         | Сторінки                      |
| The Immortal Hulk (2018-2019)                                                                  | The Immortal Hulk (2018-2019)                                                           | The Immortal Hulk (2018-2019)                     | The Immortal Hulk (2018-2019) | The Immortal Hulk (2018-2019) | The Immortal Hulk (2018-2019) |
| Незабаром                                                                                      | Незабаром                                                                               | Незабаром                                         | Незабаром                     | Незабаром                     | Незабаром                     |
| ---------------------------------------------------------------------------------------------- | --------------------------------------------------------------------------------------- | ------------------------------------------------- | ----------------------------- | ----------------------------- | ----------------------------- |
| - США - Immortal Hulk Vol. 1: Or is He Both? - Україна - Безсмертний Галк Том 1. Двоє в одному | - США - Immortal Hulk #1-5, та матеріали з Avengers #684 - Україна - Immortal Hulk #1-5 | - США - 4 грудня 2018 - Україна - 18 березня 2019 | Том                           | 1                             | 128                           |
| - США - Immortal Hulk Vol. 2: The Green Door - Україна - Безсмертний Галк Том 2                | Immortal Hulk #6–10                                                                     | - США - 26 лютого 2018 - Україна - 2019           | Том                           | 2                             | - США - 112 - Україна - N/A   |
| - США - Immortal Hulk Vol. 3: Hulk in Hell - Україна - Безсмертний Галк Том 3                  | Immortal Hulk #11–15                                                                    | - США - 15 травня 2019 - Україна - 2019           | Том                           | 3                             | - США - 112 - Україна - N/A   |
| - США - Immortal Hulk Vol. 4 - Україна - Безсмертний Галк Том 4                                | Immortal Hulk #16-20                                                                    | - США - 17 вересня 2019 - Україна - 2019          | Том                           | 4                             | - США - 112 - Україна - N/A   |
| - США - Immortal Hulk Vol. 5 - Україна - Безсмертний Галк Том 5                                | - США - Immortal Hulk #21-24, та матеріали з TBD - Україна - Immortal Hulk #21-24       | - США - 3 грудня 2019 - Україна - 2019            | Том                           | 5                             | - США - 112 - Україна - N/A   |